# Eutrema deltoideum
Eutrema deltoideum är en korsblommig växtart som först beskrevs av Joseph Dalton Hooker och Thomas Thomson, och fick sitt nu gällande namn av Otto Eugen Schulz. Eutrema deltoideum ingår i släktet skidörter, och familjen korsblommiga växter. Inga underarter finns listade i Catalogue of Life.